# Baumpieper
Der Baumpieper (Anthus trivialis) ist eine Vogelart aus der Familie der Stelzen und Pieper (Motacillidae). Der im Sommer in Mitteleuropa früher häufige, optisch unauffällige Vogel ist vor allem an Waldrändern und -lichtungen zu beobachten, da er neben einem Bestand an hohen Bäumen und Sträuchern auch offene, mit hoher Vegetation bestandene Flächen benötigt. Er fällt dort vor allem durch seinen Gesang auf.
Der Baumpieper ist ein Weitstreckenzieher, der in der Vegetationszone der Hochgras-Savannen West- und Ostafrikas überwintert. In Deutschland und der Schweiz steht der Baumpieper auf der Liste der bedrohten Singvögel und gilt auch in Kulturlandschaften als vom Aussterbens bedroht.

## Name
Trotz seines unscheinbaren Erscheinungsbildes fällt der Baumpieper auf, da er von exponierten Singwarten aus oder im Singflug seine für den Menschen hell und heiter wirkenden Rufe erklingen lässt. Entsprechend trägt diese Vogelart im Volksmund eine Reihe unterschiedlicher Trivialnamen. Einige wie Baum-, Holz-, Kraut-, Spitz- oder Spießlerche spielen auf das lerchenähnliche Verhalten des Baumpiepers hin. In Österreich wird der Vogel im Volksmund auch Ziepe oder Schmelchen genannt. Grienvögelchen oder Greinerlein sind weitere alte und mittlerweile ungebräuchliche Bezeichnungen.
Die Bezeichnung Baumpieper, die heute im deutschen Sprachgebrauch fast durchgängig verwendet wird, ordnet die Art der richtigen Gattung zu und weist ähnlich wie bei Brachpieper und Wiesenpieper auf den bevorzugten Lebensraum dieses Vogels hin.
Die wissenschaftliche Artbezeichnung trivialis „häufig, gemein“ dagegen bringt zum Ausdruck, dass der Baumpieper bei der Einführung der Nomenklatur 1758 häufig gewesen war.

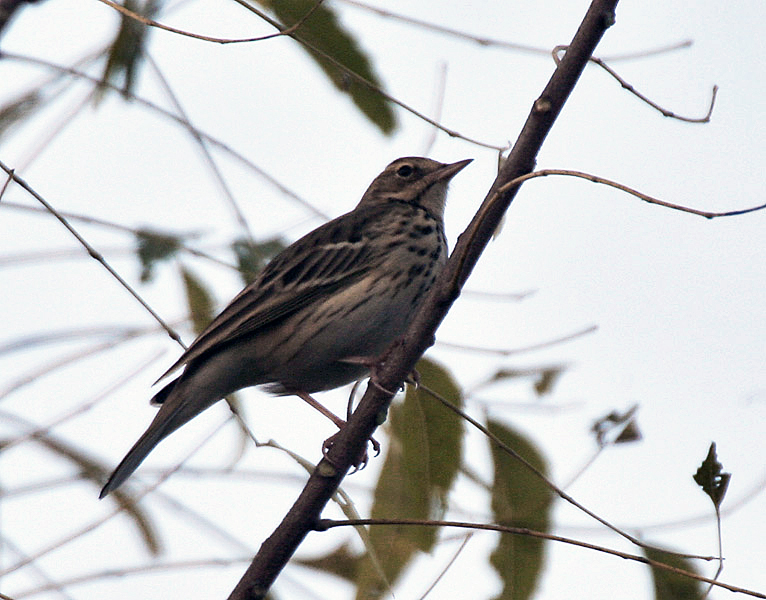
Baumpieper im Überwinterungsgebiet in Indien

## Erscheinungsbild

### Körpergröße und -gewicht
Der Baumpieper ist mit einer Körperlänge von durchschnittlich 15 Zentimetern etwa so groß wie ein Haussperling. Er ist jedoch graziler und schlanker als dieser und wirkt dadurch optisch größer. Die Flügellänge beträgt bei männlichen Vögeln im Durchschnitt knapp 90 Millimeter, bei Weibchen sind die Flügel etwa vier bis fünf Millimeter kürzer.
Das Körpergewicht des Baumpiepers liegt während der Fortpflanzungsperiode bei etwa 22 bis 24 Gramm. Zu Beginn des Herbstzuges sind die Vögel regelmäßig schwerer; besonders gut genährte Vögel können dann über 30 Gramm wiegen. Bei Baumpiepern, die sich auf dem Rückflug von ihren Überwinterungsquartieren in Afrika befinden, hat man vereinzelt auch schon ein Gewicht von nur 16 Gramm festgestellt.

### Weitere Merkmale
Das Gefieder weist keine geschlechtsspezifischen Unterschiede auf. Die Körperoberseite ist gelb- bis olivbraun mit diffusen schwärzlichen Längsstreifen, die auf dem Oberkopf deutlicher ausgeprägt sind. Bürzel und Oberschwanzdecken sind etwas grünlicher gefärbt als die übrige Körperoberseite und sind nur bei einzelnen Individuen schwach gestreift. Die Körperunterseite ist rahmfarben bis gelblich mit kräftig gestreifter Brust und Kropfseiten. Einen stärker ausgeprägten Gelbton weisen Kehle, Brust sowie die Halsseiten auf. An den Flanken sind die Streifen deutlich weniger breit als auf der Brust. Die äußeren Steuerfedern sind partiell weiß. Die Flügeldecken sind hell gesäumt, wodurch sich zwei helle, rahmfarbene Flügelbinden bilden. Die von den Spitzensäumen der mittleren Armdecken gebildeten Säume sind dabei am deutlichsten zu erkennen. Der Schwanz überragt die Flügelspitzen um etwa 3,5 Zentimeter.

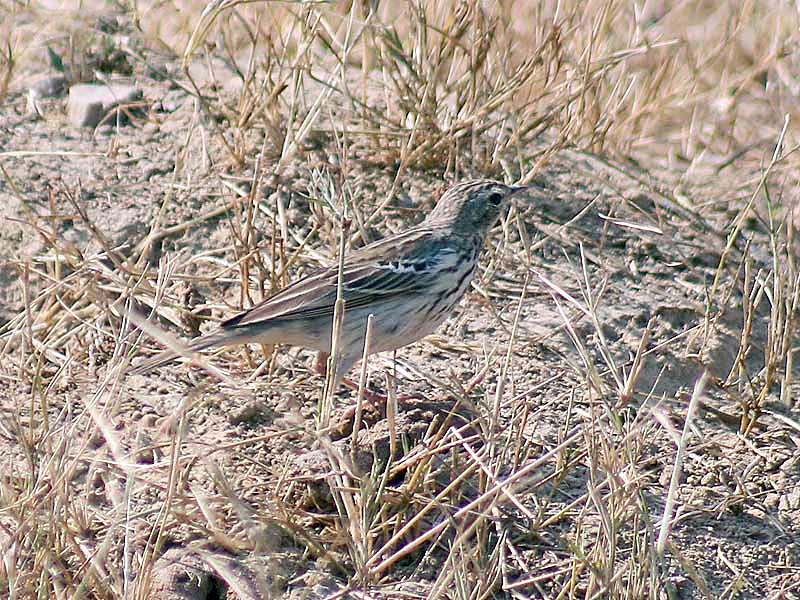
Baumpieper im Überwinterungsgebiet in Indien

Über dem Auge befindet sich ein heller, nicht immer deutlich zu erkennender Augenstreif. Die Iris ist dunkelbraun, der durch zwei Federreihen gebildete Augenring ist rahmfarben. Die Nasenlöcher liegen frei. Die Schnabeloberseite sowie die Spitze des Unterschnabels sind schwarzbraun. Der übrige Unterschnabel wird in Richtung Wurzel und Unterkinnlade heller und ist gelblich bis fleischfarben gefärbt. Die Beine sind rötlich-fleischfarben, während die Füße rosa bis gelblich-fleischfarben sind. Die Krallen sind hell hornfarben.
Jungvögel ähneln den adulten Vögeln sehr. Ihr Gefieder ist an der Körperoberseite etwas gelblicher, die schwarzbraune Längsstreifung etwas ausgeprägter. Charakteristisch für das Federkleid der Jungvögel ist eine schwarzbraune Fleckung des Bürzels. Diese fehlt bei adulten Vögeln.
Artspezifisch für den Baumpieper ist eine stark gekrümmte Hinterkralle, die zwischen 6,6 und 8,6 Millimeter lang sein kann. Sie ist im Längenvergleich mit der Hinterzehe entweder kürzer als diese oder maximal gleich lang. Sowohl bei Lerchen als auch bei den anderen Vertretern der Pieper ist diese Hinterzehe dagegen länger und weniger stark gekrümmt. Lediglich der im Norden und Osten Asiens vorkommende Waldpieper weist eine in Form und Länge ähnliche Hinterzehe auf. Von den Handschwingen ist die sechste um ein bis sechs Millimeter kürzer als die siebte bis neunte. Beim Wiesenpieper dagegen sind diese Handschwingen gleich lang.

### Flug- und Bewegungsweise
Wenn Baumpieper erregt sind oder auf einer Singwarte sitzen, ist bei ihnen ein regelmäßiges, flaches Schwanzwippen zu beobachten. Auf dem Boden laufen sie in geduckter Haltung. Aufgescheuchte Baumpieper suchen sofort Deckung in Sträuchern oder im Geäst von Bäumen.

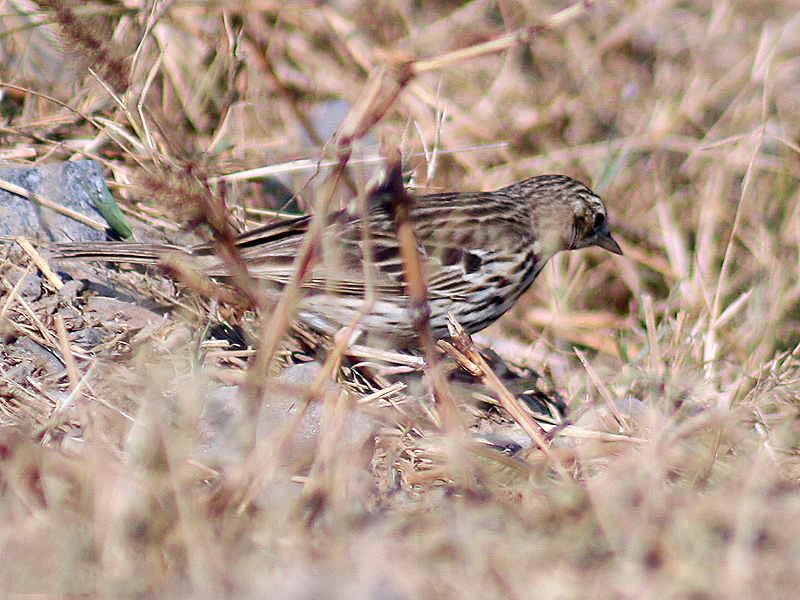
Baumpieper auf der Nahrungssuche

Ähnlich wie Bachstelzen – allerdings ohne deren intensives Schwanzwippen – sucht der Baumpieper krautige oder grasige Flächen schreitend nach Nahrung ab. Die Flügel sind dabei angelegt und der Schwanz bildet mit dem Rücken eine Linie, die Beine sind im Kniegelenk so stark eingeknickt, dass die Körperunterseite sich nur knapp über dem Boden befindet. Der aufrecht getragene Kopf und der Hals nicken im Rhythmus mit den Trippelschritten. Seine Beutetiere pickt er entweder vom Boden auf oder von Pflanzen ab. Erblickt er eine weiter entfernte Beute, beschleunigt sich seine Schrittfolge, der Kopf wird dann leicht nach vorne geschoben, der Vogel wirkt dann „geduckter“. Auf Ästen läuft der Baumpieper in Längsrichtung schrittweise trippelnd. Er bewegt sich dabei bevorzugt von innen nach außen.
Beim Streckenflug wechseln sich eine Serie kräftiger und rascher Flügelschläge mit kurzen Gleitphasen ab. Während dieser Gleitphasen werden die Flügel an den Körper angelegt. Der Verlust an Flughöhe und -geschwindigkeit ist dabei jedoch so gering, dass der Flug insgesamt nicht so stark wellenförmig ausgeprägt ist wie etwa beim Wiesenpieper.

### Verwechslungsmöglichkeiten mit anderen Vogelarten
Der Wiesenpieper ist dem Baumpieper so ähnlich, dass man Flug- und Lebensweise sowie den Gesang zur Identifizierung heranziehen muss – neben einigen geringfügigen Unterscheidungsmerkmalen im Körperbau und der Gefiederfärbung. Die charakteristischen Artkennzeichen des Baumpiepers, die weiter oben beschrieben sind, lassen sich im Freiland nur bei sehr guten Beobachtungsbedingungen zur Identifizierung heranziehen.
Im Unterschied zum zierlicheren Wiesenpieper hat der Baumpieper einen etwas kräftigeren Schnabel, einen stärkeren Überaugenstreif und schwach ausgeprägten dunkeln Augenstreif. Die beige Brust, die mehr ins Gelbliche tendieren kann, und der weiße Bauch sind deutlich unterschieden, ebenso wie die breite Brust- und dünne Flankenstrichelung. Sowohl Baum- als auch Wiesenpieper können bei der Nahrungssuche im hohen Gras beobachtet werden. Wiesenpieper haben einen „hüpfenden“, kurzen Flug. Der Baumpieper fliegt dagegen ruckweise in flachen Wellen und zeichnet sich zudem durch seinen Singflug aus.
Die Heidelerche, die im Lebensraum des Baumpiepers ebenfalls zu beobachten ist und eine dem Baumpieper ähnliche Gefiederfärbung aufweist, kann anhand ihres wesentlich kürzeren Schwanzes sowie ihres markanteren und heller rahmfarbenen Augenstreifs vom Baumpieper unterschieden werden.

## Stimme
Der Gesang des Baumpiepers ist nur bei gutem Wetter zu vernehmen. Dann lässt er ein leises Zwitschern bereits vor Sonnenaufgang hören, das er entweder von einer niedrigen Sitzwarte oder sogar direkt vom Boden aus vorträgt. Bei Regen, Sturm oder Kälteeinbrüchen hält er sich stumm in dichter Bodenvegetation auf.
Der Singflug des Baumpiepers erfolgt vom frühen Morgen bis zum Mittag und dann wieder am späten Nachmittag. Er dient vornehmlich der Reviermarkierung, ist laut und melodisch und wird auf eine charakteristische Weise vorgetragen. Ausgangspunkt des Singfluges ist meist die Spitze eines Baumes, gelegentlich startet der Vogel aber auch vom Boden aus. Der Vogel sitzt für ein bis zwei Sekunden in geduckter Haltung, stößt sich mit beiden Füßen schräg aufwärts in die Luft, steigt schweigend 10 bis 30 Meter hoch und lässt kurz vor dem höchsten Punkt des Fluges ein leise beginnendes und zunehmend lauteres „ziziziwiswiswis“ ertönen, dann folgt häufig ein kanarienähnlicher Roller, und in einem sechs bis zwölf Sekunden währenden Gleitflug kehrt der Vogel mit steif gespreizten Flügeln unter lauten, für den Menschen wohlklingenden „zia zia zia zia“ entweder auf den Ausgangspunkt oder eine andere Singwarte zurück. Wegen der hohen Geschwindigkeit, die der Baumpieper im abwärts gerichteten Gleitflug erreicht, steuert er seinen Landeplatz nicht direkt an. Er zielt auf eine Stelle, die sich unterhalb der Warte befindet, und schwingt sich mit einigen Flügelschlägen zu ihr nach oben.
Wie häufig der Singflug wiederholt wird, ist abhängig von der Jahreszeit, von der vorherrschenden Witterung, vom Verpaarungs-Status des Vogels und von der Gesangsaktivität der Reviernachbarn. In Mitteleuropa sind Singflüge, bei denen der Gesang vollständig vorgetragen wird, für den Zeitraum von Ende April bis Ende Juli typisch. Verpaarte Revierinhaber erheben sich mitunter alle zwei bis sechs Minuten zum Fluggesang. Innerhalb des oben beschriebenen Grundmusters ist der Gesang dabei intra- und interindividuell sehr variabel. Ein einzelner Vogel hält zwar die Anfangs- und Schlussteile seines Gesangs genau ein. Die Länge der einzelnen Gesangsstrophen ist aber beispielsweise von der Länge der Flugstrecke bestimmt, wobei einzelne Phrasen und Gesangselemente in unterschiedlicher Reihenfolge kombiniert werden. Das Repertoire an Phrasen und Elementen ist dabei je nach Männchen unterschiedlich. Für den Baumpieper ist außerdem eine deutliche Dialektbildung nachgewiesen worden: Populationen einzelner Regionen können anhand der Elementtypen der Anfangs- und Schlussteile des Gesangs unterschieden werden.
Der Reviergesang kann auch von einer Singwarte aus vorgetragen werden. In diesem Fall ist er aber meist kürzer und wird nur unvollständig vorgetragen. Der Baumpieper verfügt darüber hinaus noch über eine Reihe unterschiedlicher Laute. Das metallisch klingende „siiit siiit“ ist ein Warn- oder Kontaktruf, der häufig mit Rufabständen von einer halben Sekunde zu hören ist. Auch das hastig gerufene und in der Tonhöhe ansteigende „sip-sip-sip“ ist ein Alarmruf, der zu hören ist, wenn ein Feind sich dem Revier nähert. „Tsieb“ dient vor allem als Kontaktruf. Im Winterquartier sind nur diese Kontakt- und Warnlaute zu hören.

## Verbreitung

### Brutareal
Der Baumpieper ist ein Brutvogel der gemäßigten und borealen Zonen Eurasiens. Die östliche Verbreitungsgrenze ist nicht hinreichend gesichert und strittig. Nach Ansicht einiger Autoren reicht das Verbreitungsgebiet des Baumpiepers bis ins südliche Werchojansker Gebirge, das zum ostsibirischen Bergland gehört. Sein nördlichstes Verbreitungsgebiet erreicht er in Europa etwa beim 70. und in Asien beim 65. nördlichen Breitengrad.

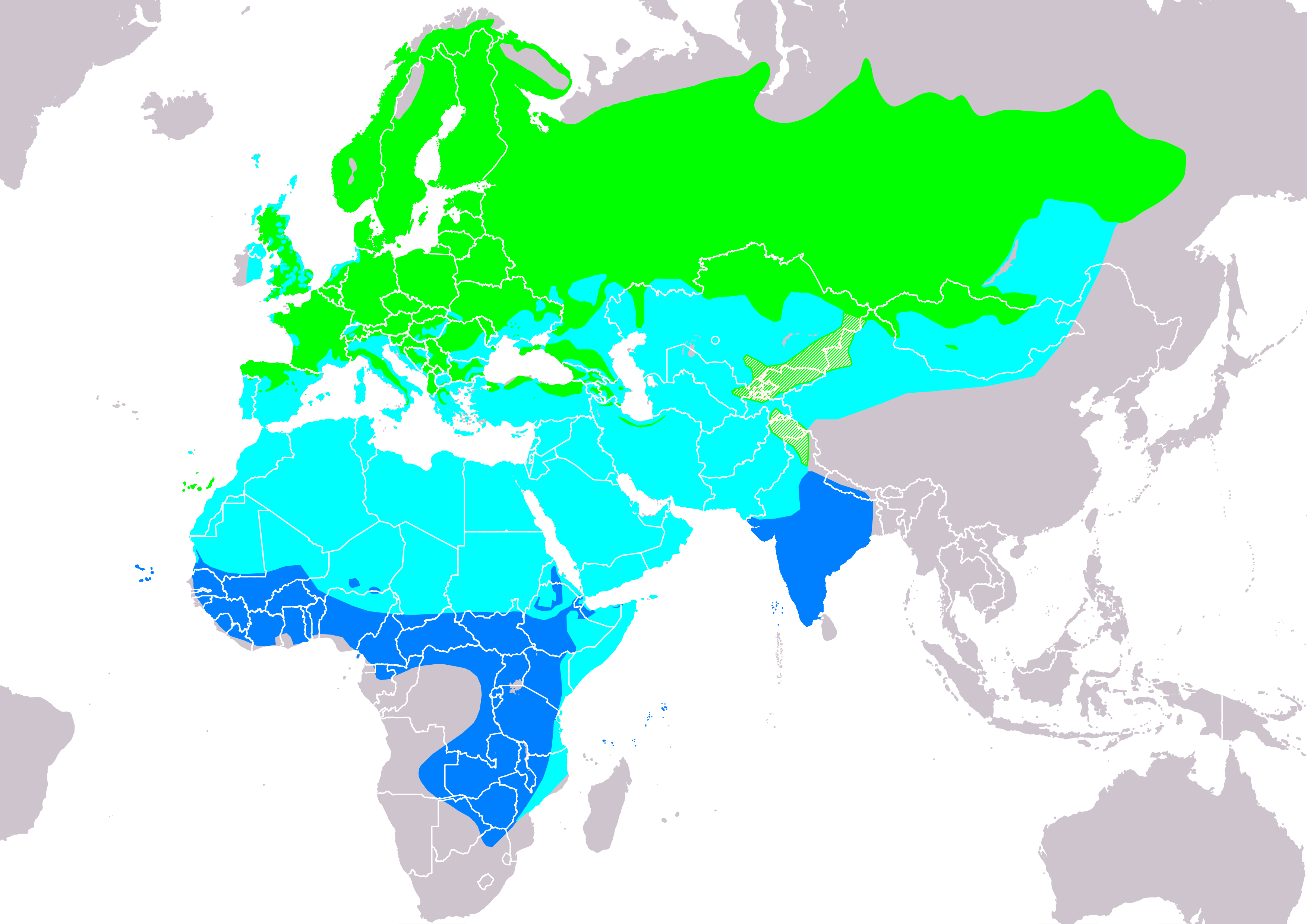
Verbreitungsgebiete des Baumpiepers
(grün = Brutgebiete, hellblau = Migration, blau = Überwinterungsgebiete, hellgrün = Brutgebiete von A. a. haringtoni)

 In westlicher Ausbreitungsrichtung fehlt der Baumpieper auf Island und Irland, den Shetlandinseln, Orkneys und den äußeren Hebriden, während er in Großbritannien noch vorkommt. Südlich reicht sein Verbreitungsgebiet bis Nordspanien. In Portugal sowie Zentral- und Südspanien fehlt der Baumpieper ebenso wie auf den meisten Mittelmeerinseln und im südlichen Griechenland. Die Nordtürkei sowie die Gebirgsregionen des Kaukasus, des Nordirans und der nordwestlichen Mongolei gehören zu den Brutgebieten des Baumpiepers. Die südliche Verbreitungsgrenze verläuft sehr uneinheitlich. In den Steppenregionen West- und Zentralasiens kommen Baumpieper bereits ab 50° nördlicher Breite nicht mehr vor. In den zentralasiatischen Gebirgsregionen erstreckt sich das Verbreitungsgebiet in Richtung Süden bis zum Pamir und von dort in südwestlicher Richtung bis in den Nordwesten des Himalaya-Gebiets. Daneben gibt es im Nordwesten Indiens vom übrigen Verbreitungsgebiet isolierte Brutvorkommen. Insgesamt umfasst das Brutareal des Baumpiepers etwa 14 Millionen Quadratkilometer.

### Zug und Überwinterungsquartiere
Der Baumpieper ist ein Langstreckenzieher, der in breiter Front in die Winterquartiere zieht. Die Abwanderung beginnt vereinzelt bereits im Juni und ist am stärksten im August und Anfang September. In der Regel verbleiben Brutvögel nach Abschluss des Brutgeschäftes noch einige Wochen in der Nähe ihres Reviers und bauen in dieser Zeit Fettreserven auf. Die europäischen Populationen bis etwa zum 40. östlichen Längengrad ziehen bei ihrer Wanderung über die iberische Halbinsel oder Oberitalien. Hochgebirge werden auf diesem Zug überflogen, wobei Baumpieper bevorzugt schönes Wetter nutzen. Auf dem Weg in die Überwinterungsquartiere überqueren die Brutvögel Europas und vermutlich auch des westlichen Sibiriens in der Regel die Sahara. Die Überwinterungsquartiere ziehen sich südlich der Sahara bandförmig über den gesamten afrikanischen Kontinent, wobei die südlichsten Überwinterungsquartiere im nördlichen Südafrika liegen. Sie sind dort vor allem im Transvaal zu finden.
Südmauretanien, Senegal, Gambia, Guinea, Sierra Leone, Liberia, das südwestliche Mali, die Elfenbeinküste, Burkina Faso, Ghana, Togo, Benin, der Südwesten von Niger sowie Zentral- und Südnigeria zählen zu den Überwinterungsgebieten in Westafrika. In Ostafrika ziehen sich die Überwinterungsquartiere vom Süden Sudans, Äthiopiens und Somalia bis nach Transvaal und in den Süden Mozambiques.
Die Baumpieper, deren Brutareal in Asien liegt, überwintern dagegen im Süden Asiens und sind dann beispielsweise in Indien und Bangladesch, Pakistan, Afghanistan und der arabischen Halbinsel über den Südiran bis in die Türkei zu beobachten. Regelmäßig überwintern Baumpieper des asiatischen Brutareals auch auf den Seychellen. Vereinzelt kommt es zudem zu Überwinterungspopulationen auf den Malediven sowie im Osten von Japan.
Die europäischen Brutvögel beginnen mit dem Rückzug aus ihren Winterquartieren etwa ab Februar. Der Rückzugsbeginn kann sich jedoch bis Anfang April verschieben. Bei ausgedehnten Hochdruckzonen erfolgt die Rückkehr sehr rasch, während Kaltluftzonen die Rückkehr deutlich verlangsamen. Vereinzelt sind Baumpieper in Mitteleuropa bereits wieder ab der zweiten Märzhälfte zu beobachten. Die Hauptrückkehrzeit ist jedoch April, wobei Nachzügler gelegentlich erst in der zweiten Maihälfte in ihren Brutgebieten wieder eintreffen. Der überwiegende Teil der Population trifft in der Regel zwischen fünf und fünfzehn Tagen nach den ersten Vögeln ein, wobei die Männchen eher in den Brutarealen eintreffen als die Weibchen.

## Lebensraum

### Brutgebiete

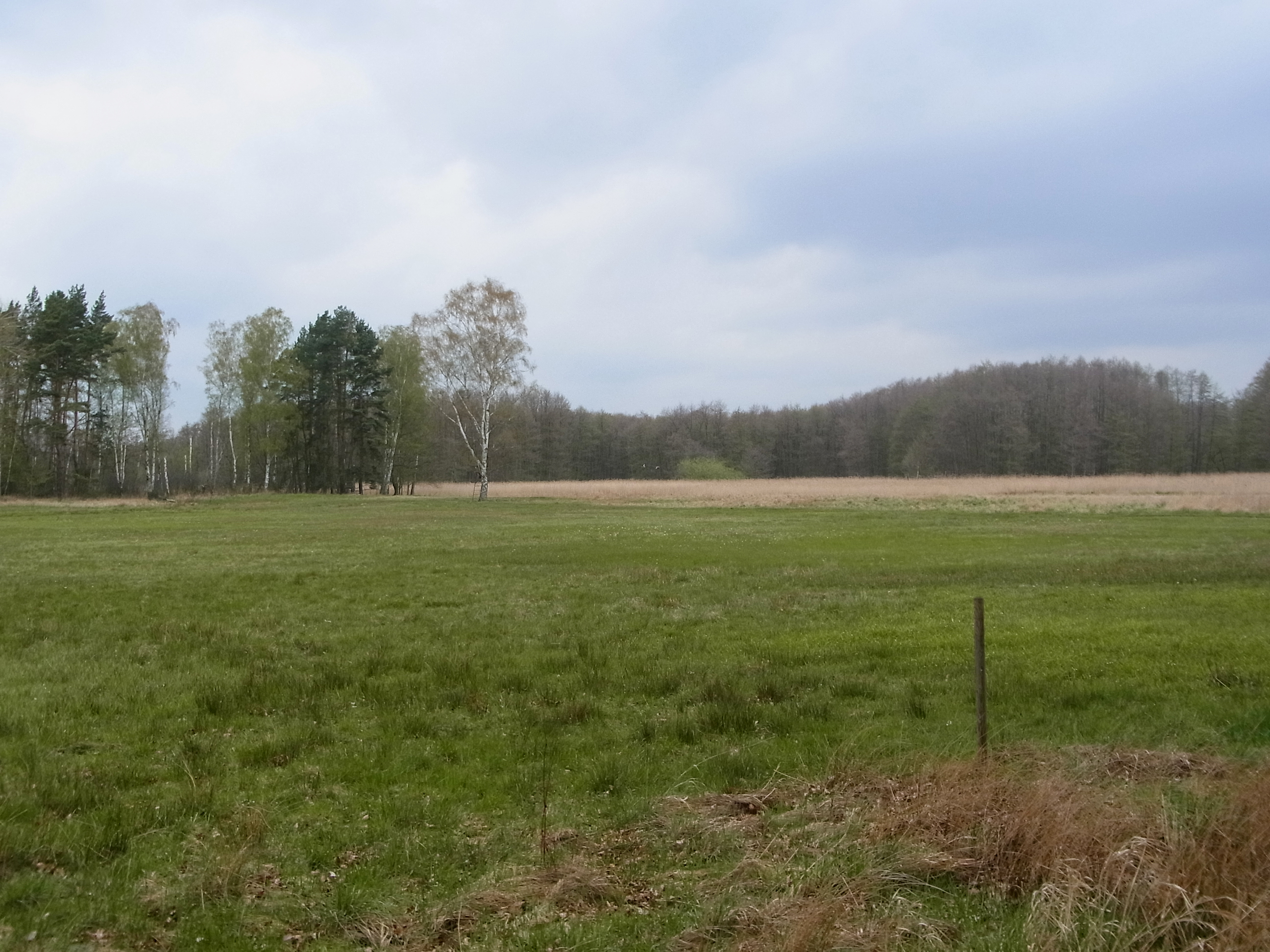
Das Bruthabitat des Baumpiepers weist lockere Waldränder, Einzelbäume und offene Grünflächen auf

Als Bodenbrüter benötigt der Baumpieper während seiner Fortpflanzungsperiode ein Habitat, das neben einem Bestand an hohen Bäumen oder Sträuchern genügend lichte Stellen mit einer hohen Vegetation aufweist. Entsprechend fehlen Baumpieper in ausgedehnten Ackerlandschaften oder Grünlandgebieten, wie sie für Friesland oder Nordholland charakteristisch sind, und in intensiv genutzten Wiesen. Eine Bindung an eine bestimmte Baumart weist der Baumpieper nicht auf. Er kommt sowohl in Nadelwäldern als auch Laub- oder Laubmischwäldern vor. Die früher gelegentlich geäußerte Vermutung, Baumpieper wiesen ähnlich wie das Wintergoldhähnchen eine Bindung an Nadelbäume auf, gilt in manchen Regionen als widerlegt.
Neben aufgelockerten, sonnigen Waldrändern, Kahlschlägen oder locker mit Nadelbäumen bestandenen, extensiv genutzten oder vergandenden Weiden und Wiesen (Schweiz) als wichtigsten Bruthabitaten kommen Bruten ausnahmsweise auch in Heiden, Weinbergen und Mooren, Obstgärten, Rebbergen, Auenwäldern und Feldgehölzen vor, wenn diese ausreichend Baumbestand und eine hohe Vegetation aufweisen. Sonnenexponierte Stellen werden dabei bevorzugt.
Dabei kommt der Baumpieper regelmäßig bis zur Baumgrenze vor. In den Alpen wurden Brutnachweise bis auf eine Höhe von 2300 m erbracht, und in Österreich liegt der Verbreitungsschwerpunkt des Baumpiepers sogar in der Montanstufe der Alpen. Im Himalaya gibt es Brutnachweise für den Baumpieper noch auf einer Höhe von 4.200 Metern.

### Zug- und Überwinterungsquartiere
Baumpieper, die sich auf dem Weg in ihre Überwinterungsquartiere befinden, nutzen landwirtschaftliche Flächen stärker als während der Fortpflanzungsperiode. Während ihrer Nahrungssuche sind sie dann auch auf Wiesen und Weiden sowie auf Ackerflächen zu sehen, auf denen Hackfrüchte oder Klee und Luzerne angebaut werden. Hier bietet ihnen der Bewuchs ausreichend Deckung. Ackerflächen wie beispielsweise abgeerntete Getreidefelder werden nur in der Nähe von Gebüschen aufgesucht.
Im Überwinterungsgebiet hält sich der Baumpieper ähnlich wie in seinen Brutarealen bevorzugt in halboffenem bis offenem Gelände in Gehölznähe auf. Entsprechend findet man ihn auch hier an Waldrändern oder auf Lichtungen von Akazienwäldern. Er ist zudem häufig am Rande von Kaffee-, Bananen- oder Ölpalmenplantagen und regelmäßig in Gärten zu beobachten.

## Nahrung und Nahrungserwerb

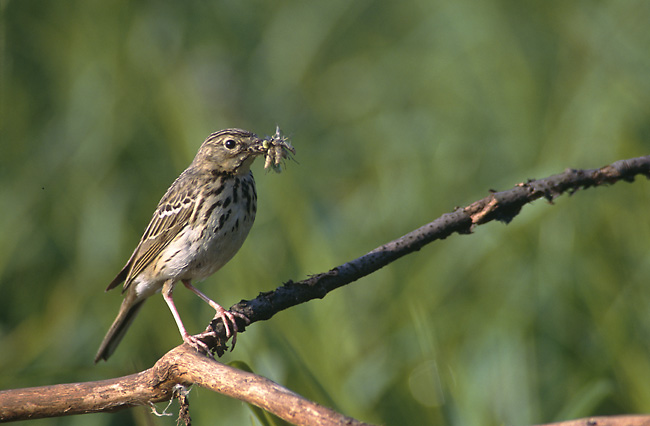
Baumpieper mit Nahrung

Die Nahrung besteht nahezu ausschließlich aus kleinen, weichhäutigen Insekten. Sämereien oder andere Pflanzenteile hat man vereinzelt in den Mägen von Baumpiepern gefunden, sie stellen jedoch nur einen sehr geringen Anteil der Nahrung dar. Den Hauptbestandteil der Nahrung machen die Raupen von Schmetterlingen sowie Heuschrecken aus. Zur Beute zählen außerdem Wanzen, Käfer, Blattläuse, Schlupfwespen, Ameisen und Köcherfliegen. Die Nahrungszusammensetzung kann sich verschieben, wenn beispielsweise aufgrund einer Massenentwicklung die Raupen des Eichenwicklers überreichlich zur Verfügung stehen. Auch in den Überwinterungsquartieren stellen Käfer, Schmetterlingsraupen und Wanzen die bevorzugten Nahrungsbestandteile dar. Hier fressen Baumpieper jedoch außerdem Termiten.
Zur Deckung ihres Flüssigkeitsbedarfes nutzen Baumpieper überwiegend die Wassertropfen, die an Pflanzen hängen. An offenen Wasserstellen sieht man den Baumpieper selten. Er findet seine Nahrung sowohl auf Flächen mit niedriger Vegetation als auch auf Bäumen. Umstritten ist noch, welchen Anteil an der Gesamtnahrung die auf Bäumen gefundene Beute hat und ob es dabei jahreszeitlich bedingte Schwankungen gibt. Generell wird davon ausgegangen, dass der Baumpieper den größten Anteil seiner Nahrung am Boden findet. Er streift sie von Gräsern ab und pickt sie vom Boden auf.
Für den Nahrungserwerb nutzt der Baumpieper nicht nur sein Brutrevier, sondern regelmäßig auch ein zusätzliches Nahrungsgebiet, das nicht notwendigerweise an das Brutrevier angrenzt. Es kann bis zu einem halben Kilometer entfernt liegen und wird häufig von mehr als einem Baumpieperpaar genutzt.
Selbständig gewordene Jungvögel bilden häufig locker zusammenhaltende Trupps, die gemeinsam im Gebiet in der Nähe des Brutortes umherstreifen. Die Größe dieser Trupps nimmt bis zum Wegzug zu.

## Brutbiologie

### Das Brutrevier
Baumpieper sind bei ihrer Rückkehr in die Brutgebiete noch nicht verpaart, und die ersten Rückkehrer sind meist mehrjährige Männchen. Ihnen folgen mehrjährige Weibchen und dann erst die einjährigen Männchen. Rückkehrende Männchen beginnen sofort, Reviere zu besetzen. Die Rückkehrer sind brutorttreu; auch Jungvögel kehren an ihren Geburtsort zurück. Wegen der Instabilität der von ihnen als Brutareale genutzten Lebensräume wie Kahlschläge und Lichtungen verlagern sich die Brutplätze jedoch regelmäßig. Baumpieper führen eine monogame Saisonehe, wobei es durch die Reviertreue dazu kommen kann, dass sich frühere Partner erneut verpaaren.
Das Brutrevier umfasst das Gebiet, in dem sich das Nest befindet, und das Männchen wie Weibchen gegenüber Artgenossen verteidigen. In Abhängigkeit von der Qualität des Habitats und der Populationsdichte schwankt die Größe des Brutreviers zwischen 0,3 und 2,5 Hektar. Die zuerst zurückkehrenden Männchen, die noch keinem so großen Konkurrenzdruck ausgesetzt sind, besetzen zunächst ein sehr viel größeres Areal. Unter dem Druck später rückkehrender Artgenossen reduziert sich dieses dann allmählich.
Die Reviergrenzen werden durch den Gesang des Männchens markiert und – nachdem die Reviergrenzen festgelegt sind – von den Artgenossen respektiert. Benachbarte Paare vermeiden eine direkte Revierdurchquerung, indem sie die Reviere anderer Baumpieperpaare in großer Höhe überfliegen.
Dringt ein Baumpiepermännchen in ein bereits besetztes Revier ein, wird der Gesang des Revierbesitzers lauter und erregter. Reagiert der Reviereindringling darauf nicht mit Rückzug, fliegt der Revierbesitzer ihm singend entgegen. Meist ist dies ausreichend, um einen Eindringling zum Rückzug zu bewegen. Echte Angriffe auf Artgenossen sind selten. Die Vögel attackieren sich dabei mit Flügel- und Schnabelhieben sowie den Krallen. Auch fremde Weibchen werden vom Männchen aus dem Revier vertrieben, wenn auch mit einer geringeren Intensität. Weibchen unterstützen die Männchen gelegentlich bei der Revierbehauptung und verteidigen das Revier in Abwesenheit des Männchens auch allein. Anders als das Männchen lassen sie dabei keine Gesänge hören.

### Das Nest und die Aufzucht der Jungvögel
Das Nest befindet sich am Boden unter Grasbüscheln, Zwergsträuchern, Farnen oder unter niedrigem Gebüsch versteckt. Grundsätzlich sind die Nester so angelegt, dass ein Sichtschutz nach oben besteht. Stellen mit einem Bewuchs mit Wald-Zwenke (Brachypodium silvaticum), Drahtschmiele (Deschampsia flexuosa) und Reitgras (Calamagrostis epigeios) werden zur Anlage des Nestes besonders häufig genutzt. Zum Nestbau verwendet der Baumpieper trockenes Gras, viel Moos sowie dürres Laub. Die halbkugelige Nestmulde ist mit Fasern, Wurzeln und dünnen Grashalmen gepolstert. Der Nestbau erfolgt nur durch das Weibchen.

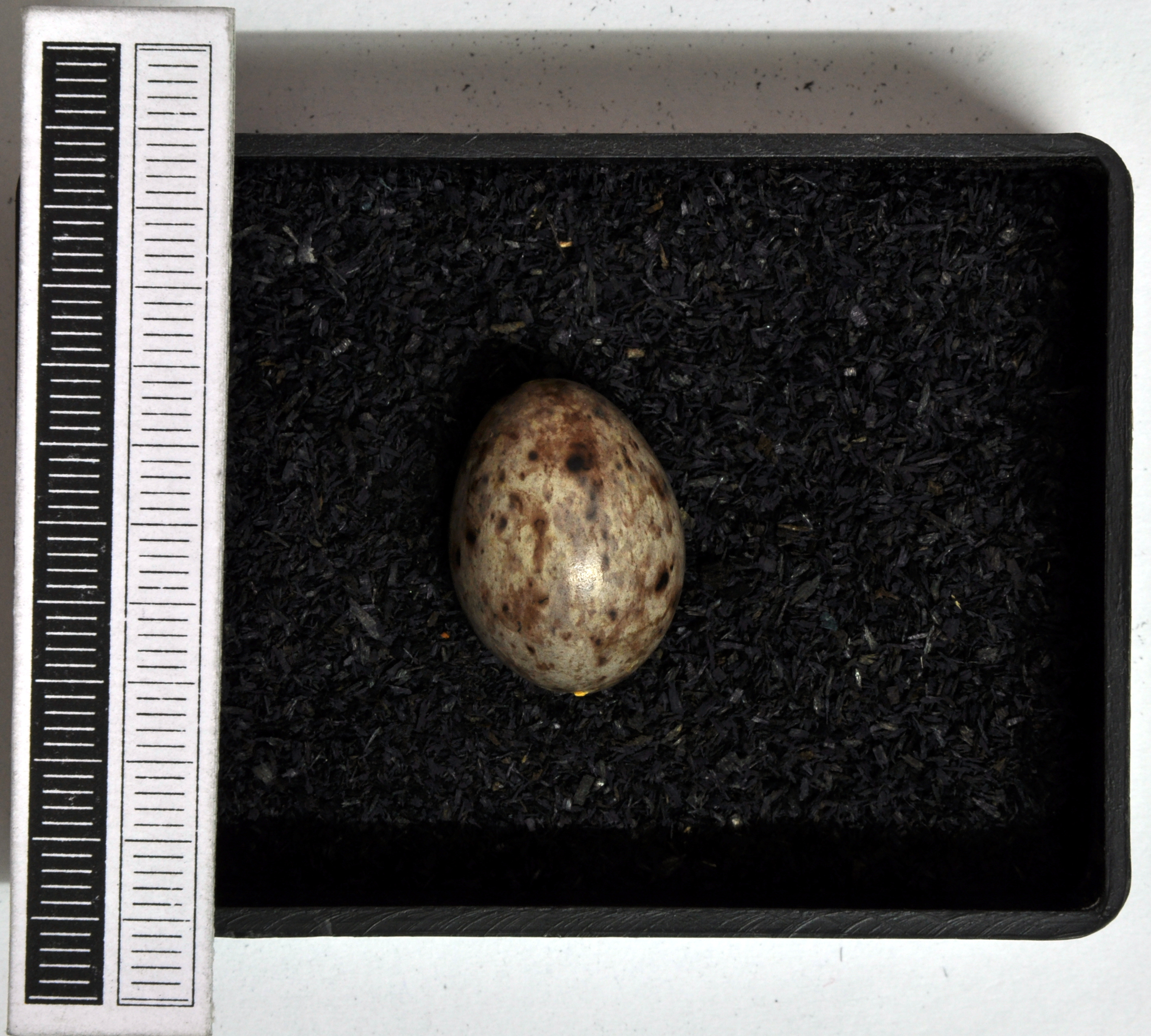
Ei (Sammlung Museum Wiesbaden)

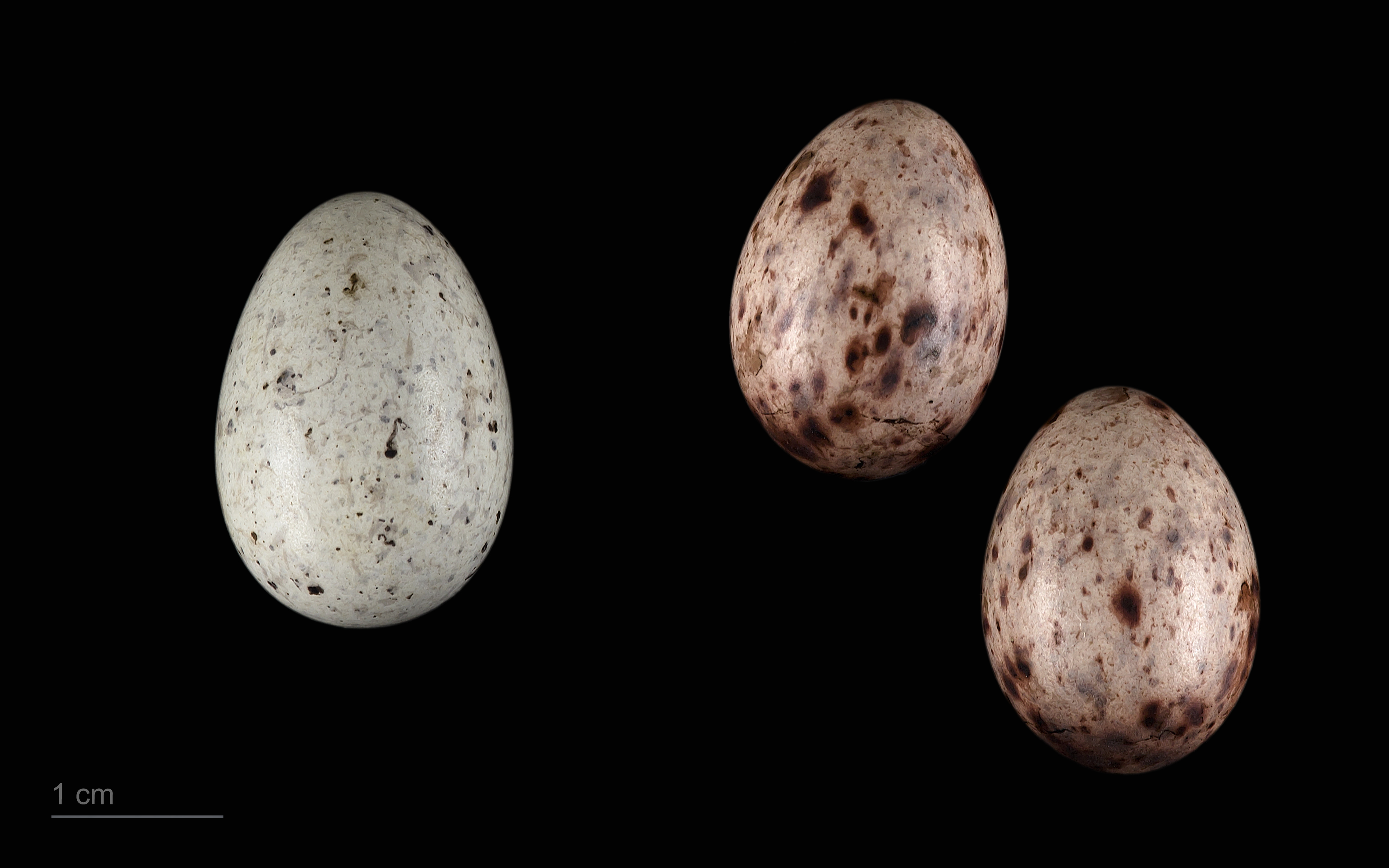
Links: Cuculus canorus canorus rechts: Anthus trivialis, Sammlung Museum von Toulouse

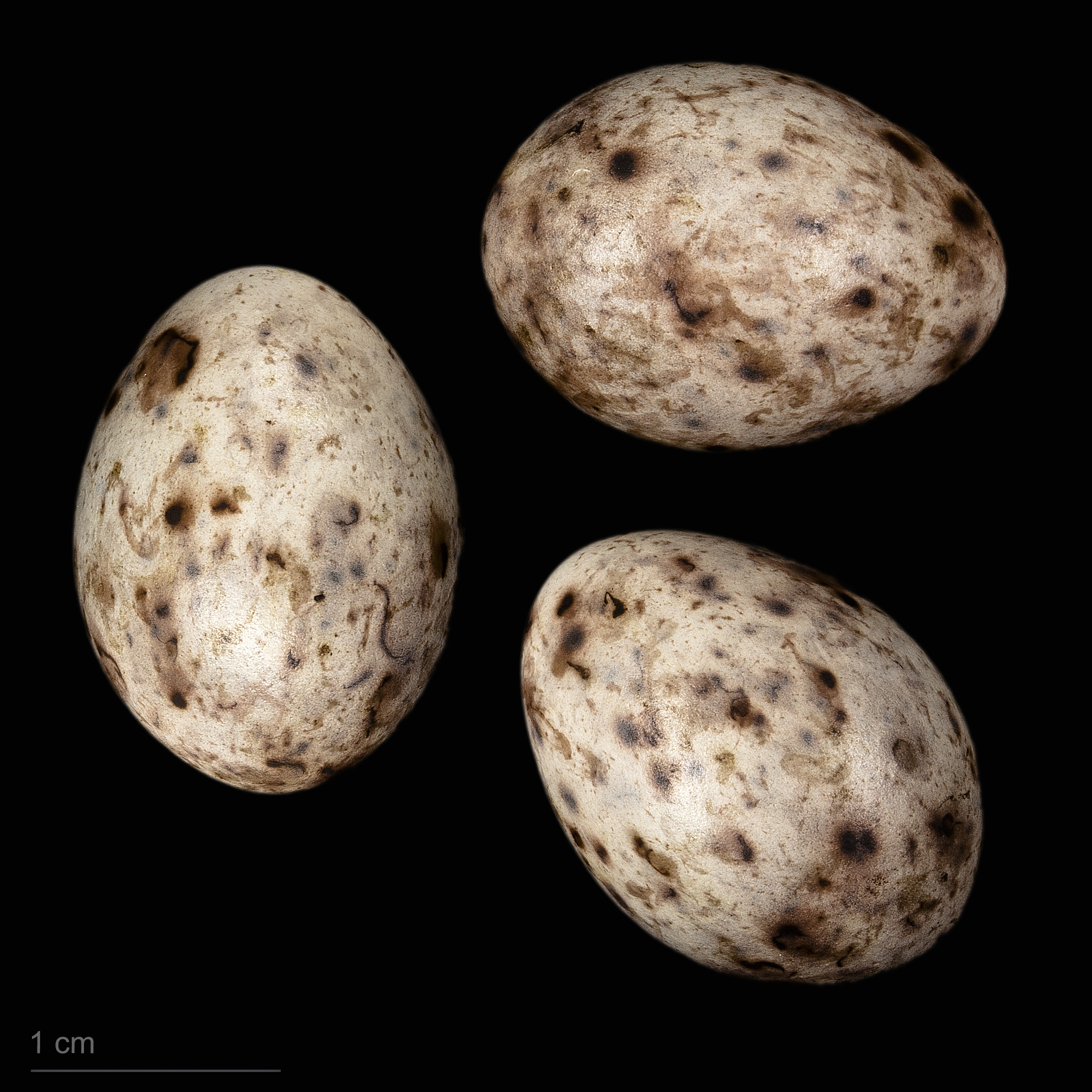
Anthus trivialis trivialis, Sammlung Museum von Toulouse

Das Gelege besteht meist aus fünf Eiern, die zwei bis drei Gramm wiegen und sehr variabel gefärbt sind. Die Eier eines Geleges gleichen einander in der Grundfarbe, vom Weibchen abhängig sind sie jedoch grau, violett, grün, rostbraun oder rosa. Sie sind in der Regel dunkelbraun gefleckt, wobei auch die Fleckung sehr variabel ist. Sie reicht von dünnen, kleinen Pünktchen bis zu großflächigen groben Flecken, die so ineinander laufen, dass die Eier fast vollständig dunkelbraun oder schwarzgrau wirken.
Der Brutbeginn liegt in Mitteleuropa in der Regel im Mai. Nur das Weibchen brütet. Es verlässt pro Tag zwischen zwölf und fünfzehn Mal das Nest, um nach Nahrung zu suchen. Die Brutdauer beträgt zwölf bis vierzehn Tage. Die Jungvögel verbleiben zehn bis zwölf Tage im Nest. Sie sind zu diesem Zeitpunkt noch nicht flügge und halten sich in der Krautschicht des Bodens versteckt. Beide Elternvögel versorgen die Jungvögel auch noch, wenn diese sich vom Nest entfernt haben. Gefüttert werden die Jungvögel etwa bis zum 25. Lebenstag. Die Zahl der Fütterungen nimmt mit ansteigendem Alter der Jungvögel jedoch ab. Ihre Flugfähigkeit erreichen die Jungvögel zwischen ihrem fünfzehnten und zwanzigsten Lebenstag.
Schlägt die erste Brut fehl, beginnen die meisten Baumpieperpaare mit einer Ersatzbrut. Ein hoher Anteil von Baumpiepern, die erfolgreich ihre erste Brut hochgezogen haben, beginnt mit einer Zweitbrut. In Ausnahmefällen folgt sogar ein dritter Brutversuch, wenn die Jungen der Zweitbrut erfolgreich ausgeflogen sind. In der Regel nimmt die Gelegegröße mit fortgeschrittener Brutzeit ab.
Im Durchschnitt zieht ein Paar pro Jahr drei bis vier Jungvögel erfolgreich groß.

## Lebenserwartung, Bestand und Gefährdung
Das Durchschnittsalter von Baumpieperpopulationen wird auf unter zwei Jahre geschätzt. In einer Studie, bei der in Kalmthout, Belgien, eine Baumpieperpopulation über fünf Jahre beobachtet wurde, betrug die Anzahl der einjährigen Vögel durchschnittlich knapp fünfzig Prozent. Unter wiedergefangenen, beringten Vögeln waren vier Prozent älter als fünf Jahre. Der älteste bislang wiedergefangene Ringvogel war sieben Jahre und acht Monate alt. Welchen Einfluss Raubtiere, Greifvögel, Rabenvögel, Würger sowie Parasiten auf die Mortalität von Nestlingen, Jungvögeln und adulten Baumpiepern haben, ist bislang nicht hinreichend untersucht. Bei den Vögeln, die auf der Vogelwarte Helgoland untersucht wurden, zählen Baumpieper zu den Vogelarten, die am häufigsten durch die Zeckenart Ixodes ricinus befallen sind. Einen großen Einfluss auf die Überlebensrate von Baumpiepern haben jedoch Wetterbedingungen. Während des Zuges ist die Sterblichkeit vor allem bei nasskaltem Wetter hoch. Im Winterquartier wirkt sich vor allem Dürre auf die Überlebensrate aus.
Der Herbstbestand des Baumpiepers wird für das gesamte Artareal von etwa 14 Millionen Quadratkilometern auf etwa 370 Millionen Individuen geschätzt. In Deutschland wird der Brutbestand für die Jahre 2005 bis 2009 auf 250.000 bis 355.000 Brutpaare geschätzt, Stand 2022 mit einem Bestandestrend von −58 % (je nach Region −80 % oder ganz erloschen). In der deutschen roten Liste steht die Art auf der Vorwarnstufe. Für Schweden werden dagegen 4 Millionen und für Finnland 1,6 Millionen Brutpaare angenommen. In der Schweiz, wo sich die Situation der Singvögel im europaweiten Vergleich weiterhin besonders stark verschärft hat, wurden 2013 bis 2016 noch 50'000–70'000 Baumpieper-Paare angenommen. Im Schweizer Mittelland gilt die Art heute als ausgestorben, nur Lagen von 1300 bis 1800 m werden noch besiedelt: Im Kanton Zürich ging der Bestand 1988 bis 2008 um über 90 % zurück, am Bodensee zwischen 1980 und 2010 um über 95 %. Im Baselbieter Jura fehlt der Baumpieper ab 1985 fast vollständig, im Kanton Aargau gilt der Baumpieper als faktisch ausgestorben.
Der Bestand fluktuiert in Abhängigkeit geeigneter Lebensräume: So steigt er an, wenn nach Sturmschäden und Schädlingsbefall offene Waldflächen entstehen. In Finnland profitierte der Baumpieperbestand von großflächigen Abholzungsmaßnahmen und konnte sein Verbreitungsgebiet auch in Regionen ausdehnen, die bis dahin dicht mit Wald bestanden waren. Der Rückgang der Populationen führt sich zurück auf die großflächige Umwandlung naturnaher Mischwälder in Nadelholzkulturen, Aufforstung ertragsarmer Heide- und Moorflächen, den fortschreitenden Verlust von Kulturland sowie die zunehmend intensive Mähwiesennutzung (frühere Schnitt-Termine). In den Bergen wirkt sich die zunehmende Freizeitnutzung auf die Situation der Brutvögel aus. Gesamteuropäisch betrachtet gehen die Bestände deutlich zurück.

## Systematik
Trotz des sehr großen Verbreitungsgebietes werden bislang nur zwei Unterarten beschrieben. Die Populationen, die im Gebiet des Himalayas brüten, werden in der Unterart Anthus trivialis haringtoni zusammengefasst. Diese unterscheiden sich von der Nominatform Anthus trivialis trivialis vor allem durch einen an der Basis etwas breiteren Schnabel. Innerhalb der Nominatform gibt es zwar durchaus Unterschiede in der Gefiederfärbung – so haben beispielsweise die in Schottland beheimateten Populationen eine rötlich-gelb angehauchte Kinnpartie – die Unterschiede sind jedoch geringfügig und weisen keine konstanten regionalen Unterschiede auf, so dass bislang keine weitere Differenzierung in Unterarten vorgenommen wurde.